# Sklabiná
Sklabiná (in ungherese Mikszáthfalva) è un comune della Slovacchia facente parte del distretto di Veľký Krtíš, nella regione di Banská Bystrica.
Ha dato i natali a Kálmán Mikszáth, scrittore e politico ungherese.